# Flaga Lwowa
Flaga Lwowa – jeden z oficjalnych symboli Rady Miasta Lwowa, oficjalnie przyjęty 5 lipca 1991 roku.
Flaga Lwowa jest kwadratową płachtą tkaniny o barwie błękitnej. Wzdłuż krawędzi znajduje się obwódka o szerokości 1/10 długości boku flagi, złożona z identycznych, naprzemiennie ułożonych trójkątów barwy żółtej i niebieskiej; od strony drzewcowej obwódka nie występuje. W centralnej części flagi znajduje się przeniesione z herbu Lwowa godło miasta.